# Urugwaj na Letnich Igrzyskach Olimpijskich 2012
Urugwaj na Letnich Igrzyskach Olimpijskich 2012, które odbyły się w Londynie reprezentowało 29 zawodników. Nie zdobyli oni żadnego medalu.
Był to dwudziesty start reprezentacji Urugwaju na letnich igrzyskach olimpijskich.

## Reprezentanci

### Judo
Mężczyźni
| Zawodnik    | Konkurencja | 1/32                | 1/16             | 1/8              | Ćwierćfinał      | Półfinał         | Repasaż 1        | Repasaż 2        | Finał            | Finał   |
| Zawodnik    | Konkurencja | Przeciwnik Wynik    | Przeciwnik Wynik | Przeciwnik Wynik | Przeciwnik Wynik | Przeciwnik Wynik | Przeciwnik Wynik | Przeciwnik Wynik | Przeciwnik Wynik | Pozycja |
| ----------- | ----------- | ------------------- | ---------------- | ---------------- | ---------------- | ---------------- | ---------------- | ---------------- | ---------------- | ------- |
| Juan Romero | do 90 kg    | Song DN P 0000-1001 | NQ               | NQ               | NQ               | NQ               | NQ               | NQ               | NQ               | NQ      |

### Kolarstwo

#### Kolarstwo szosowe
Mężczyźni
| Zawodnik   | Konkurencja                | Czas | Miejsce |
| ---------- | -------------------------- | ---- | ------- |
| Jorge Soto | Wyścig ze startu wspólnego | DNF  | DNF     |

### Lekkoatletyka
Mężczyźni
| Zawodnik     | Konkurencja       | Eliminacje | Eliminacje | Półfinał | Półfinał | Finał | Finał   |
| Zawodnik     | Konkurencja       | Wynik      | Miejsce    | Wynik    | Miejsce  | Wynik | Miejsce |
| ------------ | ----------------- | ---------- | ---------- | -------- | -------- | ----- | ------- |
| Andrés Silva | 400m przez płotki | 53.38      | 8.         | NQ       | NQ       | NQ    | NQ      |

Kobiety
| Zawodniczka       | Konkurencja       | Eliminacje | Eliminacje | Półfinał | Półfinał | Finał | Finał   |
| Zawodniczka       | Konkurencja       | Wynik      | Miejsce    | Wynik    | Miejsce  | Wynik | Miejsce |
| ----------------- | ----------------- | ---------- | ---------- | -------- | -------- | ----- | ------- |
| Déborah Rodríguez | 400m przez płotki | 57.04      | 7.         | NQ       | NQ       | NQ    | NQ      |

### Piłka nożna
Reprezentacja Urugwaju w piłce nożnej mężczyzn brała udział w rozgrywkach grupy A turnieju olimpijskiego, wygrywając jeden mecz i dwa przegrywając, i odpadła z dalszych rozgrywek.
Tabela grupy
| Zespół                       | Pld | W | D | L | GF | GA | GD | Pts |
| ---------------------------- | --- | - | - | - | -- | -- | -- | --- |
| Wielka Brytania              | 3   | 2 | 1 | 0 | 5  | 2  | +3 | 7   |
| Senegal                      | 3   | 1 | 2 | 0 | 4  | 2  | +2 | 5   |
| Urugwaj                      | 3   | 1 | 0 | 2 | 2  | 4  | -2 | 3   |
| Zjednoczone Emiraty Arabskie | 3   | 0 | 1 | 2 | 3  | 6  | -3 | 1   |

Wyniki spotkań
Faza grupowa
| 26 lipca 2012 17:00 | Zjednoczone Emiraty Arabskie · Matar 23' | 1:2(1:1)Raport | Urugwaj · 42' Ramírez · 56' Lodeiro | Old Trafford, Manchester Widzów: 51,745 Sędzia: Peter O'Leary |
|                     |                                          |                |                                     |                                                               |

| 29 lipca 2012 17:00 | Senegal · Konaté 10', 37' | 2:0(2:0)Raport | Urugwaj | Stadion Wembley, Londyn Widzów: 75,093 Sędzia: Felix Brych |
|                     | kartki: · Ba 30'          |                |         |                                                            |

| 1 sierpnia 2012 19:45 | Wielka Brytania · Sturridge 45+1' | 1:0(1:0)Raport | Urugwaj | Millennium Stadium, Cardiff Widzów: 70,438 Sędzia: Yuichi Nishimura |
|                       |                                   |                |         |                                                                     |

Skład
| Nr | Imię i nazwisko        | Data urodzenia (wiek) | Klub                      | Pozycja |
| -- | ---------------------- | --------------------- | ------------------------- | ------- |
| 1  | Martín Campaña         | 29.05.1989 (23)       | Cerro Largo Melo          | B       |
| 2  | Ramón Arias            | 27.07.1992 (20)       | Defensor Sporting         | O       |
| 3  | Diego Polenta          | 6.02.1992 (20)        | Genoa CFC                 | O       |
| 4  | Sebastián Coates       | 7.10.1990 (21)        | Liverpool F.C.            | O       |
| 5  | Emiliano Albín         | 24.01.1989 (23)       | CA Peñarol                | O       |
| 6  | Alexis Rolín           | 7.02.1989 (23)        | Club Nacional de Football | O       |
| 7  | Edinson Cavani         | 14.02.1987 (25)       | SSC Napoli                | N       |
| 8  | Maximiliano Calzada    | 21.04.1990 (22)       | Club Nacional de Football | P       |
| 9  | Luis Suárez (c)        | 24.01.1987 (25)       | Liverpool F.C.            | N       |
| 10 | Gastón Ramírez         | 2.12.1990 (21)        | Bologna FC                | P       |
| 11 | Abel Hernández         | 8.08.1990 (21)        | US Palermo                | N       |
| 12 | Jonathan Urretaviscaya | 19.03.1990 (22)       | SL Benfica                | N       |
| 13 | Matías Aguirregaray    | 1.04.1989 (23)        | US Palermo                | O       |
| 14 | Nicolás Lodeiro        | 21.03.1989 (23)       | Botafogo FR               | P       |
| 15 | Diego Rodríguez        | 4.09.1989 (22)        | Defensor Sporting         | P       |
| 16 | Tabaré Viudez          | 8.09.1989 (22)        | Club Nacional de Football | P       |
| 17 | Egidio Arévalo Ríos    | 1.01.1982 (30)        | US Palermo                | P       |
| 18 | Leandro Gelpi          | 27.02.1991 (21)       | CA Peñarol                | B       |

Trener:  Óscar Tabárez

### Pływanie
Mężczyźni
| Zawodnik          | Konkurencja   | Eliminacje | Eliminacje | Półfinał | Półfinał | Finał | Finał   |
| Zawodnik          | Konkurencja   | Czas       | Miejsce    | Czas     | Miejsce  | Czas  | Miejsce |
| ----------------- | ------------- | ---------- | ---------- | -------- | -------- | ----- | ------- |
| Gabriel Melconian | 100m dowolnym | 50.68      | 35.        | NQ       | NQ       | NQ    | NQ      |

Kobiety
| Zawodniczka    | Konkurencja      | Eliminacje | Eliminacje | Półfinał | Półfinał | Finał | Finał   |
| Zawodniczka    | Konkurencja      | Czas       | Miejsce    | Czas     | Miejsce  | Czas  | Miejsce |
| -------------- | ---------------- | ---------- | ---------- | -------- | -------- | ----- | ------- |
| Inés Remersaro | 100m grzbietowym | 1:08.03    | 43.        | NQ       | NQ       | NQ    | NQ      |

### Strzelectwo
Mężczyźni
| Zawodnik      | Konkurencja               | Kwalifikacje | Kwalifikacje | Finał  | Finał   |
| Zawodnik      | Konkurencja               | Punkty       | Miejsce      | Punkty | Miejsce |
| ------------- | ------------------------- | ------------ | ------------ | ------ | ------- |
| Rudi Lausarot | karabin pneumatyczny 10 m | 575          | 47.          | NQ     | NQ      |

### Wioślarstwo
Mężczyźni
| Zawodnik                          | Konkurencja                  | Eliminacje | Eliminacje | Repasaże | Repasaże  | Ćwierćfinał | Ćwierćfinał | Półfinał | Półfinał | Finał   | Finał   |
| Zawodnik                          | Konkurencja                  | Czas       | Miejsce    | Czas     | Miejsce   | Czas        | Miejsce     | Czas     | Miejsce  | Czas    | Miejsce |
| --------------------------------- | ---------------------------- | ---------- | ---------- | -------- | --------- | ----------- | ----------- | -------- | -------- | ------- | ------- |
| Rodolfo Collazo Emiliano Dumestre | dwójka podwójna wagi lekkiej | 6:58.63    | 4. (R)     | 6:51.67  | 5. (P CD) | —           | —           | 7:11.20  | 3. (F C) | 6:51.94 | 16.     |

### Żeglarstwo
Mężczyźni
| Zawodnik         | Konkurencja | Wyścig | Wyścig | Wyścig | Wyścig | Wyścig | Wyścig | Wyścig | Wyścig | Wyścig | Wyścig | Wyścig | Punkty | Finałowa pozycja |
| Zawodnik         | Konkurencja | 1      | 2      | 3      | 4      | 5      | 6      | 7      | 8      | 9      | 10     | M*     | Punkty | Finałowa pozycja |
| ---------------- | ----------- | ------ | ------ | ------ | ------ | ------ | ------ | ------ | ------ | ------ | ------ | ------ | ------ | ---------------- |
| Alejandro Foglia | Laser       | 15     | 3      | 28     | 27     | 30     | 6      | 9      | 3      | 5      | 6      | 2      | 106    | 8.               |

Kobiety
| Zawodniczka   | Konkurencja  | Wyścig | Wyścig | Wyścig | Wyścig | Wyścig | Wyścig | Wyścig | Wyścig | Wyścig | Wyścig | Wyścig | Punkty | Finałowa pozycja |
| Zawodniczka   | Konkurencja  | 1      | 2      | 3      | 4      | 5      | 6      | 7      | 8      | 9      | 10     | M*     | Punkty | Finałowa pozycja |
| ------------- | ------------ | ------ | ------ | ------ | ------ | ------ | ------ | ------ | ------ | ------ | ------ | ------ | ------ | ---------------- |
| Andrea Foglia | Laser radial | 39     | 34     | 37     | 26     | 32     | 40     | 38     | 31     | 33     | 33     | —      | 303    | 38.              |